# Thaiföld az 1968. évi nyári olimpiai játékokon
Thaiföld a mexikói Mexikóvárosban megrendezett 1968. évi nyári olimpiai játékok egyik részt vevő nemzete volt. Az országot az olimpián 6 sportágban 41 sportoló képviselte, akik érmet nem szereztek.

## Kerékpározás

### Országúti kerékpározás
| Versenyző              | Versenyszám   | Idő           | Helyezés      |
| ---------------------- | ------------- | ------------- | ------------- |
| Somchai Chantarasamrit | Mezőnyverseny | nem ért célba | nem ért célba |
| Suriyong Hemint        | Mezőnyverseny | nem ért célba | nem ért célba |
| Somkuan Leehapun       | Mezőnyverseny | nem ért célba | nem ért célba |
| Chainarong Sophonpong  | Mezőnyverseny | nem ért célba | nem ért célba |

### Pálya-kerékpározás
Sprintverseny
| Versenyző                | Versenyszám  | 1. forduló                                              | 1. forduló | Vigaszág                                           | Vigaszág | 2. forduló             | 2. forduló | Vigaszág               | Vigaszág | Nyolcaddöntő           | Nyolcaddöntő | Vigaszág selejtező     | Vigaszág selejtező | Vigaszág döntő       | Vigaszág döntő | Negyeddöntő          | Elődöntő             | Döntő                | Helyezés    |
| Versenyző                | Versenyszám  | Ellenfelek Győztes idő                                  | Hely.      | Ellenfelek Győztes idő                             | Hely.    | Ellenfelek Győztes idő | Hely.      | Ellenfelek Győztes idő | Hely.    | Ellenfelek Győztes idő | Hely.        | Ellenfelek Győztes idő | Hely.              | Ellenfél Győztes idő | Hely.          | Ellenfél Győztes idő | Ellenfél Győztes idő | Ellenfél Győztes idő | Helyezés    |
| ------------------------ | ------------ | ------------------------------------------------------- | ---------- | -------------------------------------------------- | -------- | ---------------------- | ---------- | ---------------------- | -------- | ---------------------- | ------------ | ---------------------- | ------------------ | -------------------- | -------------- | -------------------- | -------------------- | -------------------- | ----------- |
| Pakanit Boriharnvanakhet | Férfi egyéni | Pierre Trentin (FRA) · José Jaime Galeano (COL) · 11,61 | 3.         | Inoue Szandzsi (JPN) · Héctor Urrego (COL) · 11,60 | 2.       | kiesett                | kiesett    | kiesett                | kiesett  | kiesett                | kiesett      | kiesett                | kiesett            | kiesett              | kiesett        | kiesett              | kiesett              | kiesett              | helyezetlen |
| Kriengsak Worawut        | Férfi egyéni | Niels Fredborg (DEN) · Jocelyn Lovell (CAN) · 10,91     | 3.         | Baranyecz András (HUN) · 11,08                     | 3.       | kiesett                | kiesett    | kiesett                | kiesett  | kiesett                | kiesett      | kiesett                | kiesett            | kiesett              | kiesett        | kiesett              | kiesett              | kiesett              | helyezetlen |

Időfutam
| Versenyző                | Versenyszám  | Idő     | Helyezés |
| ------------------------ | ------------ | ------- | -------- |
| Pakanit Boriharnvanakhet | Férfi egyéni | 1:10,66 | 29.      |

Üldözőversenyek
| Versenyző                                                                                    | Versenyszám  | Selejtező | Selejtező  | Nyolcaddöntő | Nyolcaddöntő | Nyolcaddöntő | Negyeddöntő  | Negyeddöntő | Negyeddöntő | Elődöntő     | Elődöntő  | Elődöntő | Döntő        | Döntő     | Helyezés    |
| Versenyző                                                                                    | Versenyszám  | Idő       | Hely.      | Ellenfél Idő | Saját idő    | Hely.        | Ellenfél Idő | Saját idő   | Hely.       | Ellenfél Idő | Saját idő | Hely.    | Ellenfél Idő | Saját idő | Helyezés    |
| -------------------------------------------------------------------------------------------- | ------------ | --------- | ---------- | --- | ------------ | ------------ | ------------ | ----------- | ----------- | ------------ | --------- | -------- | ------------ | --------- | ----------- |
| Pakanit Boriharnvanakhet                                                                     | Férfi egyéni | 5:34,50   | lekörözték | |              |              | kiesett      | kiesett     | kiesett     | kiesett      | kiesett   | kiesett  | kiesett      | kiesett   | helyezetlen |
| Pakanit Boriharnvanakhet Somchai Chantarasamrit Boontom Prasongquamdee Chainarong Sophonpong | Férfi csapat |           |            | Tajvan (ROC) · Liu Cseng-tao (Liu Cheng-Tao) · Teng Csun-huaj (Deng Chueng-Hwai) · Csiang Kuang-nan (Jiang Guang-Nan) · Hszü Ming-si (Shue Ming-Shu) · nem állt rajthoz | 4:56,80      | 1.           | kiesett      | kiesett     | kiesett     | kiesett      | kiesett   | kiesett  | kiesett      | kiesett   | helyezetlen |

## Labdarúgás
| Thaiföldi labdarúgócsapat-játékoskeret | Thaiföldi labdarúgócsapat-játékoskeret |
| --- | --- |
| - Boonlert Nilpirom - Chow On-Lam - Chatchai Paholpat - Chirawat Pimpawatin - Kriengsak Nukulsompratana - Kriengsak Vimolsate - Laenarong Sangkasuwan - Narong Thongpleow - Niwatana Sesawasdi | - Paiboon Unyapo - Praderm Muangkasem - Samruay Chaiyonk - Saravuth Pathipakornchai - Suphot Panich - Udomsilp Sornbudnark - Vichai Sangdhamkichakul - Yongyuth Sangkagowit - Phaisan Buphasiri* |

* - nem játszott csak nevezve volt

### Eredmények
Csoportkör
D csoport
| Csapat        | M | Gy | D | V | G+ | G– | Gk  | P |
| ------------- | - | -- | - | - | -- | -- | --- | - |
| Bulgária      | 3 | 2  | 1 | 0 | 11 | 3  | +8  | 5 |
| Guatemala     | 3 | 2  | 0 | 1 | 6  | 3  | +3  | 4 |
| Csehszlovákia | 3 | 1  | 1 | 1 | 10 | 3  | +7  | 3 |
| Thaiföld      | 3 | 0  | 0 | 3 | 1  | 19 | –18 | 0 |

| 1968. október 14. |

| Bulgária (BUL)                                                             | 7–0               | Thaiföld |
| -------------------------------------------------------------------------- | ----------------- | -------- |
| Gjonin 25' Zsekov 55' Mihajlov 56' 61' Zafirov 73' Nikodimov 85' Ivkov 88' | (1–0) Jegyzőkönyv |          |

| León stadion, León Játékvezető: Guillermo Velasquez (COL) Asszisztensek: Raul Osorio Castillo (MEX), Jean Louis Faber (GUI) |

| 1968. október 16. |

| Guatemala (GUA)                                      | 4–1               | Thaiföld                     |
| ---------------------------------------------------- | ----------------- | ---------------------------- |
| Melgar Nelson 23' 85' Roldán 55' López 67' Hasse 60′ | (1–1) Jegyzőkönyv | Sornbutnark 44' Paholpat 52′ |

| León stadion, León Játékvezető: Jean Louis Faber (GUI) Asszisztensek: Guillermo Velasquez (COL), Raul Osorio Castillo (MEX) |

| 1968. október 18. |

| Csehszlovákia (TCH)                                                 | 8–0               | Thaiföld |
| ------------------------------------------------------------------- | ----------------- | -------- |
| Herbst 12' Petráš 17' 18' 67' Stratil 28' 34' Večerek 38' Krnáč 83' | (6–0) Jegyzőkönyv |          |

| Jalisco stadion, Guadalajara Játékvezető: Felipe Buergo (MEX) Asszisztensek: Arturo Yamasaki (MEX), Marujama Josijuki (JPN) |

| Csapat         | Helyezés |
| -------------- | -------- |
| Thaiföld (THA) | 16.      |

## Ökölvívás
| Versenyző                | Versenyszám  | Selejtező                   | 32-es főtábla                           | Nyolcaddöntő             | Negyeddöntő       | Elődöntő          | Döntő             | Helyezés |
| Versenyző                | Versenyszám  | Ellenfél Eredmény           | Ellenfél Eredmény                       | Ellenfél Eredmény        | Ellenfél Eredmény | Ellenfél Eredmény | Ellenfél Eredmény | Helyezés |
| ------------------------ | ------------ | --------------------------- | --------------------------------------- | ------------------------ | ----------------- | ----------------- | ----------------- | -------- |
| Prapan Duangchaoom       | Légsúly      |                             | Csen Vej-zsen (Chan Wa-Yen) (ROC) · 5-0 | Badari Tibor (HUN) · 1-4 | kiesett           | kiesett           | kiesett           | 9.       |
| Cherdchai Udompaichitkul | Harmatsúly   | Fermin Espinosa (CUB) · 1-4 | kiesett                                 | kiesett                  | kiesett           | kiesett           | kiesett           | 33.      |
| Niyom Prasertsom         | Kisváltósúly | erőnyerő                    | Nelson Ruiz (VEN) · 1-4                 | kiesett                  | kiesett           | kiesett           | kiesett           | 17.      |

## Sportlövészet
Nyílt
| Versenyző            | Versenyszám           | Pont | Helyezés |
| -------------------- | --------------------- | ---- | -------- |
| Taweesak Kasiwat     | Gyorstüzelő pisztoly  | 575  | 37.      |
| Rangsit Yanothai     | Gyorstüzelő pisztoly  | 576  | 36.      |
| Sutham Aswanit       | Szabadpisztoly        | 533  | 44.      |
| Amorn Yuktanandana   | Szabadpisztoly        | 511  | 64.      |
| Choomphol Chaiyanitr | Sportpuska, fekvő     | 580  | 75.      |
| Udomsak Thianthong   | Sportpuska, fekvő     | 586  | 57.      |
| Vinich Chareonsiri   | Sportpuska, összetett | 1037 | 60.      |
| Charumai Mahawat     | Sportpuska, összetett | 1054 | 58.      |
| Pavitr Kachasanee    | Trap                  | 183  | 40.      |
| Dipya Mongkollugsana | Trap                  | 175  | 49.      |
| Boonkua Lourvanij    | Skeet                 | 150  | 49.      |

## Súlyemelés
| Versenyző        | Versenyszám | Nyomás   | Nyomás   | Szakítás | Szakítás | Lökés    | Lökés    | Összesen | Helyezés |
| Versenyző        | Versenyszám | Eredmény | Helyezés | Eredmény | Helyezés | Eredmény | Helyezés | Összesen | Helyezés |
| ---------------- | ----------- | -------- | -------- | -------- | -------- | -------- | -------- | -------- | -------- |
| Chaiya Sukchinda | 56 kg       | 100,0    | 11.      | 105,0    | 3.       | 125,0    | 9.       | 330,0    | 8.       |
| Sanun Tiamsert   | 60 kg       | 100,0    | 16.      | 95,0     | 18.      | 125,0    | 18.      | 320,0    | 18.      |

## Vitorlázás
Nyílt
| Versenyző           | Versenyszám | Futam  | Futam | Futam | Futam | Futam | Futam | Futam | Pontszám | Helyezés |
| Versenyző           | Versenyszám | 1      | 2     | 3     | 4     | 5     | 6     | 7     | Pontszám | Helyezés |
| ------------------- | ----------- | ------ | ----- | ----- | ----- | ----- | ----- | ----- | -------- | -------- |
| Rachot Kanjanavanit | Finn dingi  | (42,0) | 34,0  | 35,0  | 33,0  | 39,0  | 33,0  | 34,0  | 208,0    | 33.      |